# Сан Ђакомо (Болоња)
Сан Ђакомо (итал. San Giacomo) је насеље у Италији у округу Болоња, региону Емилија-Ромања.
Према процени из 2011. у насељу је живело 107 становника. Насеље се налази на надморској висини од 713 м.